# 다카군

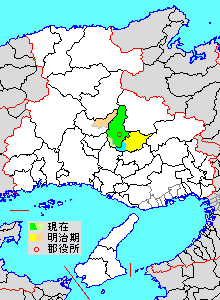
효고현 다카군위 위치 (녹색: 다카정 연녹색·하늘색: 후에 다른 군에서 편입된 구역 연노랑: 후에 다른 군에 편입된 구역)

다카군(일본어: 多可郡, たかぐん)은 일본 효고현(하리마국)에 있는 군이다.
인구 17,542명, 면적 185.19km², 인구밀도 94.7명/km².(2025년 3월 1일, 추계인구)
이하 1정으로 구성된다.
- 다카정(多可町)

## 군역
1879년 행정 구역으로 발족 당시의 군역은 아래 구역에 해당한다.
- 니시와키시의 대부분
- 다카정의 대부분
- 간자키군 가미카와정의 일부

## 역사
- 1879년 1월 8일 - 군구정촌 편제법이 효고현에서 시행되면서, 행정 구역으로서의 다카군이 발족.

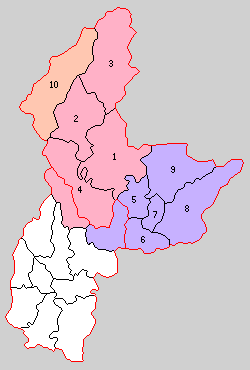
1.나카촌 2.마쓰이조촌 3.스기하라다니촌 4.노마다니촌 5.히노촌 6.시게하루촌 7.쓰마촌 8.히에쇼촌 9.구로다쇼촌 10.오치다니촌 (보라: 니시와키시 빨강: 다카정 주황: 간자키군 가미카와정)

- 1889년 4월 1일 - 정촌제 시행으로, 다음의 촌이 발족.(10촌)
  - 나카촌(中村): 현 다카정
  - 마쓰이조촌(松井庄村): 현 다카정
  - 스기하라다니촌(杉原谷村): 현 다카정
  - 노마다니촌(野間谷村): 현 다카정
  - 히노촌(日野村): 현 니시와키시
  - 시게하루촌(重春村): 현 니시와키시
  - 쓰마촌(津万村): 현 니시와키시
  - 히에쇼촌(比延庄村): 현 니시와키시
  - 구로다쇼촌(黒田庄村): 현 니시와키시
  - 오치다니촌(越知谷村): 현 간자키군 가미카와정
- 1896년 4월 1일 - 군제 시행에 따라 오치다니촌의 소속이 간자키군으로 변경.(9촌)
- 1917년 11월 1일 - 쓰마촌이 정제 시행과 개칭으로 니시와키정(西脇町)이 됨.(1정 8촌)
- 1924년 4월 1일 - 나카촌이 정제 시행으로 나카정(中町)이 됨.(2정 7촌)
- 1952년 4월 1일 - 니시와키정·히노촌·시게하루촌·히에쇼촌이 합병하여, 니시와키시(西脇市)가 발족, 군에서 이탈.(1정 4촌)
- 1954년 3월 25일 - 노마다니촌이 가사이군 야마토촌과 합병하여 야치요촌(八千代村)이 발족.
- 1955년 1월 1일 - 마쓰이조촌·스기하라다니촌이 합병하여, 가미촌(加美村)이 발족.(1정 3촌)
- 1960년 1월 1일(4정)
  - 가미촌이 정제 시행으로 가미정(加美町)이 됨.
  - 야치요촌이 정제 시행으로 야치요정(八千代町)이 됨.
  - 구로다쇼촌이 정제 시행으로 구로다쇼정(黒田庄町)이 됨.
- 2005년
  - 10월 1일 - 구로다쇼정이 니시와키시와 합병하여 새로이 니시와키시가 발족, 군에서 이탈.(3정)
  - 11월 1일 - 나카정·가미정·야치요정이 합병하여, 다카정(多可町)이 발족.(1정)